# Lliam Amor
Lliam Amor es un actor australiano conocido por haber interpretado a George Pappas en Neighbours.

## Biografía
En 1995 completó un grado de educación en Drama, Media y Arte en la Universidad de Deakin en Rusden.
Lliam está casado y tiene una hija y dos hijos, uno de ellos llamado Dashiell Amor.

## Carrera
En el 2009 apareció como invitado en las series Whatever Happened to That Guy?, en Tangle y en la serie policíaca City Homicide donde dio vida a Jake Halliwell.
En el 8 de julio de 2011 se unió al elenco recurrente de la popular serie australiana Neighbours donde interpretó a George Pappas, el padre de Chris Pappas (James Mason) hasta el 16 de mayo de 2012.

## Filmografía
- Series de Televisión.:

| Año         | Serie                          | Personaje              | Notas                       |
| ----------- | ------------------------------ | ---------------------- | --------------------------- |
| 2012        | Micro Nation                   | Menzies Macfadden      | episodio "Meet Pullamawang" |
| 2011 - 2012 | Neighbours                     | George Pappas          | 13 episodios                |
| 2012        | You're Skitting Me             | Personajes Adicionales | 13 episodios                |
| 2011        | Bed of Roses                   | Trev                   | episodio "Dirt Rich"        |
| 2009        | Tangle                         | Robert Barker          | 2 episodios                 |
| 2009        | City Homicide                  | Jake Halliwell         | episodio "Blood Trail"      |
| 2009        | Whatever Happened to That Guy? | Jamie                  | episodio "Fat Pig"          |
| 2008        | The Hollowmen                  | Experto en Seguridad   | episodio "A Housing Crisis" |
| 2008        | Underbelly                     | Greg Workman           | episodio "The Black Prince" |
| 2006 - 2007 | Thank God You're Here          | Personajes Adicionales | 7 episodios                 |
| 2003        | Welcher & Welcher              | Conductor              | episodio "Heat"             |
| 2002        | M.D.A.                         | Fiscal                 | episodio "In the Gun"       |
| 2001        | Blue Heelers                   | Mitch Brown            | episodio "Best Eaten Cold"  |
| 1998 - 2001 | The Micallef Program           | Varios Personajes      | 9 episodios                 |

- Películas.:

| Año  | Título | Personaje       | Notas                                                                                 |
| ---- | ------ | --------------- | ------------------------------------------------------------------------------------- |
| 2011 | Remake | Oficial Gillian | corto - junto a Joshua Cameron, Erin Dewar & James Lawson                             |
| 2010 | Hawke  | Robert Ray      | junto a Asher Keddie, Richard Roxburgh, Rachael Blake, Felix Williamson & Josh Lawson |

Apariciones
| Año  | Título         | Notas                      |
| ---- | -------------- | -------------------------- |
| 2009 | The Mutant Way | panelista - episodio # 1.1 |

Teatro
| Año  | Título     | Personaje | Director   | Notas                                                                                 |
| ---- | ---------- | --------- | ---------- | ------------------------------------------------------------------------------------- |
| 2012 | Generatios | -         | -          | junto a Jason Geary, Patti Stiles, Rama Nicholas, Jimmy James Eaton & Michelle Nussey |
| 2012 | Pia Zadora | -         | Lliam Amor | -                                                                                     |